# Osmylus elegantissimus
Osmylus elegantissimus ist eine Art der Netzflügler (Neuroptera) aus der Familie der Bachhafte (Osmylidae). 

## Merkmale

### Imago
Der Kopf ist hellbraun gefärbt und weist um die Antennenbasen, die Ocellen sowie an der Stirn und am Clypeus dunkle Flecken auf. Der Thorax und das Abdomen sind dunkelbraun gefärbt, aber heller behaart. Die gelbbraunen Beine sind heller behaart. Bei allen Beinen sind die Coxen am Apex hellbraun, ansonsten sind sie dunkel. Die Flügel sind groß und gut erkennbar schmaler als die von Osmylus fulvicephalus. Die Vorderflügel sind 21 bis 24 Millimeter lang. Auf der hyalinen Flügelmembran befinden sich dunkelbraune, große Flecken. Auf den Hinterflügeln ist eine stärkere Fleckung lediglich im distalen Bereich des Kostalfeldes vorhanden. Die Flügellängsadern sind hell und weisen dunkelbraune Striche auf, die Queradern sind dagegen dunkelbraun. 

### Larve
Larven im letzten Larvenstadium sind um die 20 Millimeter groß und braun gefärbt. Der Kopf einschließlich der Saugzangen und des Pronotum sind deutlich heller als der Rest des Körpers. Die Beine sind gelb. Eine Aufhellung am Abdomen liegt nicht vor.

## Vorkommen
Die Art kommt in Süd-Russland, der Ukraine, Georgien, Aserbaidschan und Nordost-Anatolien vor.

## Systematik
Osmylus elegantissimus wurde 1951 von Igor Wassiljewitsch Koschantschikow erstbeschrieben.

## Belege
- Herbert Hölzel, Werner Weißmair, Wolfgang Speidel: Insecta: Megaloptera, Neuroptera, Lepidoptera. Süßwasserfauna von Mitteleuropa 15, 16, 17. Spektrum Akademischer Verlag, Heidelberg·Berlin 2002, ISBN 3-8274-1061-4.